# Инвестиции

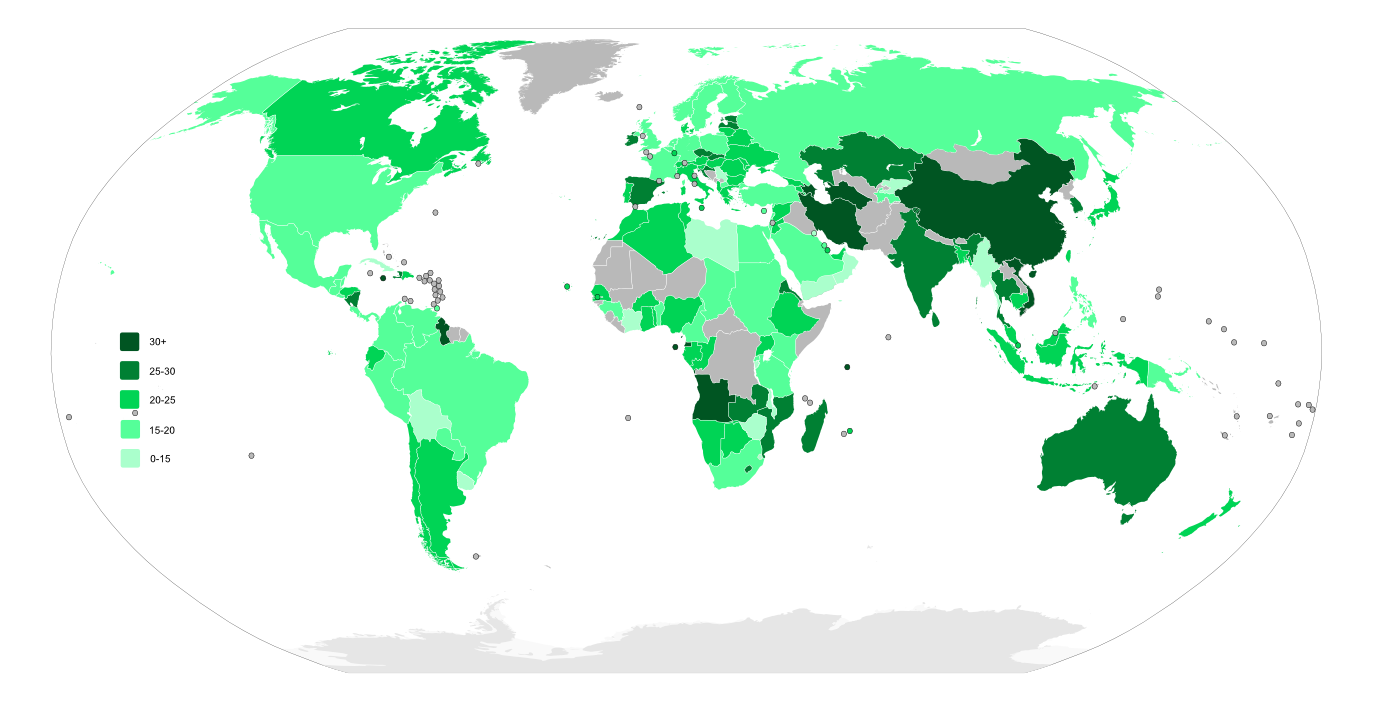
Инвестиции в процентах от ВВП, по данным ЦРУ на ноябрь 2006 года

Инвести́ции (англ. Investment) — размещение капитала с целью получения прибыли. Если проект убыточен — инвестиции могут быть утрачены полностью или частично.
Инвестиции в различной форме являются неотъемлемой частью современной экономики.

## Определения
Инвести́ции — денежные средства, ценные бумаги, иное имущество, в том числе имущественные права, иные права, имеющие денежную оценку, вкладываемые в объекты предпринимательской и (или) иной деятельности в целях получения прибыли и (или) достижения иного полезного эффекта.

К. Р. Макконнелл и С. Л. Брю в своей книге «Экономикс» определили инвестиции как затраты на изготовление и накопление средств производства, а также увеличение материальных запасов
.
Инвестиционная деятельность — вложение инвестиций и осуществление практических действий в целях получения прибыли и (или) достижения иного полезного эффекта.
С позиции монетарной теории денег, средства можно направить на потребление или сбережение. Простое сбережение изымает средства из оборота и создаёт предпосылки для кризисов. Инвестирование же вовлекает сбережения в оборот. Оно может происходить напрямую или косвенно (размещение временно свободных средств на депозит в банк, который уже сам инвестирует).

## Мультипликатор инвестиций
Инвестиции в национальную экономику приводят к суммарному росту ВВП на величину, значительно превышающую сумму инвестиций. Кейнс считал, что сумма первоначальных инвестиций даст соответствующий рост ВВП. Но получившие эти деньги люди направят часть на потребление (что сформирует дополнительный рост ВВП), а часть пойдёт на сбережения (не будут обменены на товары, платёжеспособный спрос уменьшится на эту сумму). Направленные на потребления средства в дальнейшем вновь разделятся на новое потребление (делающее новый вклад в ВВП, пусть и на всё меньшую сумму) и новое накопление. Иллюстрирует это следующая схема. Пусть инвестиция создаёт дополнительный спрос, формирующий 100 рабочих мест. Получившие работу люди часть своего дохода направят на потребление, что обеспечит работой 80 рабочих. Эти работники, в свою очередь, направят часть дохода на потребление, что даст 64 рабочих места. И так далее до тех пор, пока первоначальная инвестиция не будет полностью поглощена сбережением. Следовательно, разовая инвестиция формирует суммарный ВВП за множество периодов как сумму убывающей геометрической прогрессии {\displaystyle S\to b_{1}{\frac {1}{1-q}}}, где {\displaystyle b_{1}} равно начальной инвестиции, {\displaystyle q} — предельной склонности к потреблению, {\displaystyle 1-q} — предельной склонности к сбережению. Коэффициент {\displaystyle {\frac {1}{1-q}}} и есть мультипликатор Кейнса, который показывает возможный суммарный эффект на ВВП от инвестиций при заданной предельной склонности к сбережению.
Акселератор — это отношение прироста инвестиций к вызвавшему его относительному приросту дохода, потребительского спроса и готовой продукции. Акселератор отражает отношение прироста продукции только к индуцированным инвестициям, то есть к новому капиталу.

## Виды инвестиций
Существуют разные классификации инвестиций.
По объекту инвестирования выделяют
Реальные инвестиции (прямая покупка реального капитала в различных формах):
- в форме материальных активов (основных фондов, земли), оплата строительства или реконструкции;
- капитальный ремонт основных фондов;
- вложения в нематериальные активы: патенты, лицензии, права пользования, авторские права, товарные знаки, ноу-хау и т. д.;
- вложения в человеческий капитал (воспитание, образование, наука);
- приобретение готового бизнеса.

Финансовые инвестиции (косвенная покупка капитала через финансовые активы):
- ценные бумаги, в том числе через ПИФы;
- предоставленные кредиты;
- лизинг (для лизингодателя).

Венчурные инвестиции
Спекулятивные инвестиции (покупка активов исключительно ради возможного изменения цены):
- валюты;
- драгоценные и редкоземельные металлы (в виде обезличенных металлических счетов);
- ценные бумаги (акции, облигации, сертификаты институтов совместного инвестирования и т. п.).

По основным целям инвестирования
- Прямые инвестиции.
- Портфельные инвестиции.
- Реальные инвестиции.
- Нефинансовые инвестиции.
- Интеллектуальные инвестиции (связаны с обучением специалистов, проведением курсов и многим другим).

По срокам вложения
- краткосрочные (до одного года);
- среднесрочные (1-3 года);
- долгосрочные (свыше 3-5 лет).

По форме собственности на инвестиционные ресурсы
- частные;
- государственные;
- иностранные;
- смешанные.

По способу воспроизводства
- валовые инвестиции — общий объём вкладываемых средств в новое строительство, приобретение средств и предметов труда, прирост товарно-материальных запасов и интеллектуальных ценностей;
- реновационные инвестиции (инвестиции обновления) — инвестиции в простое воспроизводство основных средств и амортизируемых нематериальных активов (обычно в размере амортизационных отчислений).
- чистые инвестиции — сумма валовых инвестиций за вычетом амортизационных отчислений.

По факторам, определяющим объём спроса на инвестиции:
— автономные, то есть те инвестиции, которые не вызваны ростом совокупного спроса (то есть национального дохода), а являются следствием нововведений, научно-технического прогресса;
— индуцированные, то есть вызванные ростом совокупного спроса (национального дохода).

## Государство как инвестор
Многие известные экономисты осуждают практику государственных инвестиций в связи с угрозой неэффективного размещения средств. Наиболее последовательны в этом направлении представители Австрийской экономической школы, например, Людвиг фон Мизес (книги  «Социализм», «Бюрократия»).

## Инвестиция или спекуляция
Грань между инвестицией и спекуляцией размыта. Обычно критерием разграничения указывают фактор времени. Если операция длится более года — это инвестиция, и экономический эффект она даст через значительный срок после вложения. Если до года — это спекуляция. Например, «Современный экономический словарь» указывает:

Инвестиции — «долгосрочные вложения» государственного или частного капитала в собственной стране или за рубежом с целью получения дохода в предприятия разных отраслей, предпринимательские проекты, социально-экономические программы, инновационные проекты.
В то же время, когда говорят о биржевой торговле, то говорят о привлечении, например, «портфельных инвесторов», которые чутко следят за ситуацией на рынке и могут с него уйти, не обращая внимания на длительность сделок.
По характеру заключаемых договоров, производимых действий, целям, юридическим последствиям биржевые инвестиции и спекуляции не различаются.
Бенджамин Грэм предлагал инвестицией считать операцию, основанную на тщательном анализе фактов, перспектив, безопасности вложенных средств и достаточном доходе. Всё остальное признавалось спекуляцией.
Часто разграничение проводят по критерию организации нового бизнеса (реальная инвестиция, средства тратятся на покупку оборудования, сырья, обучение персонала) или участия в уже существующем бизнесе (спекуляция, средства тратятся на покупку корпоративных прав, ценных бумаг).
Иногда критерием разделения служит цель операции. Спекуляцией считают операцию, у которой целью является разница в цене (акции, пая, товара). Сделка может длиться долго, но доход формируется только один раз при продаже или погашении актива. Инвестицией считают операцию, целью которой является доход в форме процентов (дивидендов), начисляемых на приобретённый актив. Начисления носят систематический характер и время обращения купленного актива не ограничивается.

## Привлечение инвестиций
Считается, что для привлечения инвестиций предприятие должно:
1. Иметь хорошо отработанный и перспективный план деятельности на будущее. Инвесторы хотят знать, что их вклады принесут в дальнейшем прибыль.
2. Иметь хорошую репутацию в обществе. Инвестируя в теневое предприятие, инвесторы рискуют остаться без прибыли, поэтому выбирают только те предприятия, которые вызывают доверие.
3. Вести открытую, то есть прозрачную деятельность. Для этого необходимы бухгалтерская отчётность и работа со СМИ.
4. Многое зависит от внутренней политики, проводимой в той стране, в которой находится предприятие. Для вкладов инвесторы выбирают наиболее стабильные страны.

Однако на практике эти условия необходимы для портфельных инвесторов. Инвестиции вполне могут привлекаться и без этих условий, но при уверенности инвестора в соблюдении своих прав на распоряжение капиталом и прибылью. Такую уверенность могут гарантировать не только законы и прозрачность учёта, но и личные связи, например, в правительстве или парламенте, получение права непосредственного контроля за ситуацией на предприятии через контрольный пакет акций и назначение подконтрольного директора или личное непосредственное руководство. Существенным фактором привлечения инвестиций является соотношение прибыли и риска. Часть инвесторов выбирают меньший риск, соглашаясь на меньшую прибыль (и наоборот). Сырьевым компаниям вообще выбирать не приходится: идут туда, где есть ресурс.
Кроме того, для привлечения инвестиций иногда создаются особые условия. Примером создания таких особых условий являются особые экономические зоны (ОЭЗ). Например, в России созданы и действуют в настоящее время ОЭЗ «Липецк», ОЭЗ «Алабуга», ОЭЗ «Тольятти» и другие.
Совокупность условий для инвестора иногда называют «инвестиционным климатом».

### Плюсы и минусы привлечения инвестиций
На начальном этапе внешние инвестиции дают компаниям два основных преимущества:
- капитал, позволяющий перейти на следующий этап развития;
- улучшают качество управления, в частности за счёт укрепления дисциплины и корректировки стратегии[10].

## Риск и прибыль
Инвестиции характеризуются, среди прочего, двумя взаимосвязанными параметрами: риском и прибыльностью (доходностью). Как правило, чем выше риск инвестиций, тем выше должна быть их ожидаемая доходность. Для описания соотношения между риском и прибылью часто используется модель CAPM.
Величина инвестиционного риска показывает вероятность потери инвестиций и дохода от них. Величина общего интегрального риска складывается из семи видов риска: законодательного, политического, социального, экономического, финансового, криминального, экологического. При этом среднероссийский риск принимается за единицу, а реальные показатели регионов могут отклоняться.

### Инвестиционный климат
Большое влияние на величину инвестиций оказывают условия ведения бизнеса в той или иной стране (их называют также инвестиционным климатом). Важнейшими показателями благоприятного инвестиционного климата являются гарантии соблюдения права собственности, предсказуемость и стабильность условий ведения бизнеса.

## Инвестиционный проект
Инвестиционный проект — экономический или социальный проект, основывающийся на инвестициях; обоснование экономической целесообразности, объёма и сроков осуществления прямых инвестиций в определённый объект, включающее проектно-сметную документацию, разработанную в соответствии с действующими стандартами. Иногда для удобства выделяют понятие бизнес-плана для обозначения обоснования, при этом сам проект называют «Инвестиционный проект».
Инвестиционные проекты делятся на: производственные, научно-технические, коммерческие, финансовые, экономические, социально-экономические. В коммерческой практике принято выделять: инвестиции в финансовые активы; инвестиции в денежные активы; инвестиции в нематериальные активы.

## Инвестиционный пай
Инвестиционный пай — (в соответствии с Федеральным законом N 156-ФЗ «Об инвестиционных фондах» от 29 ноября 2001 г.) именная ценная бумага, удостоверяющая долю её владельца в праве собственности на имущество, составляющее паевой инвестиционный фонд, право требовать от управляющей компании надлежащего доверительного управления паевым инвестиционным фондом, право на получение денежной компенсации при прекращении договора доверительного управления паевым инвестиционным фондом со всеми владельцами инвестиционных паев этого паевого инвестиционного фонда (прекращении паевого инвестиционного фонда).
Инвестиционный пай открытого паевого инвестиционного фонда удостоверяет также право владельца этого пая требовать от управляющей компании погашения инвестиционного пая и выплаты в связи с этим денежной компенсации, соразмерной приходящейся на него доле в праве общей собственности на имущество, составляющее этот паевой инвестиционный фонд, в любой рабочий день.
Инвестиционный пай закрытого паевого инвестиционного фонда удостоверяет также право владельца этого пая требовать от управляющей компании погашения инвестиционного пая и выплаты в связи с этим денежной компенсации, соразмерной приходящейся на него доле в праве общей собственности на имущество, составляющее этот паевой инвестиционный фонд, в случаях, предусмотренных Федеральным законом N 156-ФЗ «Об инвестиционных фондах» от 29 ноября 2001 г., право участвовать в общем собрании владельцев инвестиционных паев и, если правилами доверительного управления этим паевым инвестиционным фондом предусмотрена выплата дохода от доверительного управления имуществом, составляющим этот паевой инвестиционный фонд, право на получение такого дохода.

## Инвестиционный меморандум
Инвестиционный меморандум (англ. offering memorandum) — документ для внешнего пользования, который должен продемонстрировать потенциальным инвесторам и кредиторам инвестиционную привлекательность проекта, предоставляет возможность проанализировать самые вероятные инвестиционные риски. Акцент в инвестиционном меморандуме делается на описании бизнес-идеи, бизнес-модели и компании, которая её реализует. В том числе, на основании этого документа инвестор принимает решение о своей заинтересованности и необходимости дальнейшего, более подробного изучения возможности инвестиций в бизнес или проект.

## Дивестиции
Дивестиции (англ. divestment, divestiture) — изъятие капиталовложений, продажа части активов или всей компании. Дивестиции — это противоположность инвестициям. Термин чаще всего используется для ситуации, когда компания продает своё подразделение. Обычно такая продажа предпринимается, чтобы сфокусировать ресурсы на более перспективном для компании направлении. Иногда разделение компании предпринимается в силу антимонопольных ограничений. Иногда продажа активов связана с этическими соображениями. Так Генеральный Синод Церкви Англии одобрил предложение о дивестиции (изъятии капиталовложений) из компаний, получающих прибыль от «незаконной оккупации» палестинских земель Израилем.